# Andrea Coda
Andrea Coda (Massa, 25 aprile 1985) è un calciatore italiano, difensore svincolato.

## Carriera

### Club

#### Empoli
La sua carriera inizia ad Empoli nel 2004, con la squadra in Serie B, anche se il suo debutto risale ad una partita di Coppa Italia giocata il 22 agosto 2004 e persa per 5-3 con il Torino. Coda trova subito molto spazio, tanto da giocare complessivamente 40 partite con l'aggiunta di un gol, realizzato il 5 giugno 2005 nel pareggio casalingo per 1-1 con l'Arezzo; anche grazie a lui l'Empoli è promosso in Serie A. La stagione successiva non perde la maglia da titolare e, alla fine del campionato, totalizza 36 presenze nella massima serie.

#### Udinese
Nell'estate del 2006 viene ingaggiato dall'Udinese. In Friuli conta 22 presenze alla fine della sua prima stagione. Nella stagione successiva (2007/08) diventa la prima scelta in mancanza di Felipe ed è proprio Coda a prenderne il posto nel finale di campionato quando il brasiliano non sarà disponibile per infortunio. Nella stagione 2008/09 parte titolare, grazie anche alla contemporanea assenza di Felipe e Zapata, formando con Domizzi la coppia difensiva.
Nell'estate 2010 rifiuta il trasferimento al Bari e decide di voler proseguire la carriera in Friuli. Sotto la guida di Francesco Guidolin comincia la stagione da titolare ma dopo poche partite il difensore marocchino Benatia prende il suo posto fornendo migliori prestazioni. L'8 maggio 2011, durante la trasferta contro la Fiorentina, parte come titolare per sostituire lo squalificato Maurizio Domizzi, ma dopo appena 6 minuti di gioco si infortuna gravemente al ginocchio (rottura del crociato) ed è costretto a uscire dal campo.
Chiude la stagione con 22 presenze senza segnare reti. Nella stagione 2011/12 trova poco spazio e gioca solamente 7 gare, tutte in campionato. Nella partita di Europa League del 25 ottobre 2012 persa per 3-1 con gli svizzeri dello Young Boys, realizza la sua prima rete con la maglia dell'Udinese, che è anche la prima in campo europeo.

#### I prestiti al Parma e Livorno
Il 28 gennaio 2013 passa al Parma con la formula del prestito con diritto di riscatto per la metà del cartellino. Esordisce con la maglia gialloblù il 3 febbraio seguente nella partita Fiorentina-Parma (2-0) da subentrato.
Conclusa l'esperienza con i crociati con 8 presenze totali, il 31 agosto 2013 passa in prestito al Livorno. Esordisce con la maglia amaranto il 1º settembre seguente durante la partita di campionato Sassuolo-Livorno (1-4), subentrando nel secondo tempo a Giuseppe Gemiti. Conclude la stagione con 23 presenze in Serie A.

#### Sampdoria
Il 22 gennaio 2015 viene ceduto in prestito con obbligo di riscatto alla Sampdoria. Il giocatore sottoscrive un contratto fino al 2017 e sceglie di indossare la maglia numero 25. L'8 febbraio compie il suo esordio in blucerchiato subentrando al 41' ad Ezequiel Muñoz in Samp-Sassuolo 1-1.
Il 30 agosto dello stesso anno durante la gara di campionato Napoli-Sampdoria 2-2 si procura una lesione del crociato anteriore del ginocchio sinistro che lo costringe a farsi operare il 4 settembre;; i tempi di recupero sono stimati in circa 5 mesi ma il 20 dicembre, dopo meno di quattro mesi, torna in campo nei minuti finali della gara vinta 2-0 contro il Palermo.

#### Pescara
Il 1º febbraio 2016 viene ceduto al Pescara in Serie B. Gioca nella squadra abruzzese fino alla fine del campionato 2017-2018, quando scade il suo contratto e viene svincolato.

#### Gli ultimi anni
Nella sessione invernale della stagione 2018-2019 viene ingaggiato dalla Viterbese Castrense, in Serie C, mentre nel novembre 2019 si accasa al Gubbio, compagine di Serie C in cui milita fino al giugno 2020.
Il 20 gennaio 2021 firma per l'Aglianese, nel girone D della Serie D. Nell'ottobre 2022 viene ingaggiato dall'Amegliese, squadra militante nella Seconda Categoria ligure nel girone di La Spezia. La squadra vince il campionato, venendo promossa in Prima Categoria.

### Nazionale
Con la nazionale italiana Under-20 ha giocato da titolare il campionato mondiale di categoria del 2005, segnando un gol nella seconda partita dell'Italia, persa per 2-1 contro la Siria.
Ha preso parte con la nazionale Under-21 al campionato europeo di categoria del 2006 e del 2007: in questi tornei Coda non figurava tra i titolari.
Nel maggio 2008, con la nazionale olimpica, vince il Torneo di Tolone. A luglio viene inserito nella lista dei 18 convocati per partecipare ai Giochi olimpici di Pechino, dove esordisce negli ultimi minuti della gara inaugurale contro l'Honduras.

## Statistiche

### Presenze e reti nei club
Statistiche aggiornate al 29 gennaio 2020.
| Stagione         | Squadra             | Campionato       | Campionato | Campionato | Coppe nazionali | Coppe nazionali | Coppe nazionali | Coppe continentali | Coppe continentali | Coppe continentali | Altre coppe | Altre coppe | Altre coppe | Totale | Totale |
| Stagione         | Squadra             | Comp             | Pres       | Reti       | Comp            | Pres            | Reti            | Comp               | Pres               | Reti               | Comp        | Pres        | Reti        | Pres   | Reti   |
| ---------------- | ------------------- | ---------------- | ---------- | ---------- | --------------- | --------------- | --------------- | ------------------ | ------------------ | ------------------ | ----------- | ----------- | ----------- | ------ | ------ |
| 2004-2005        | Empoli              | B                | 40         | 1          | CI              | 2               | 1               | -                  | -                  | -                  | -           | -           | -           | 42     | 2      |
| 2005-2006        | Empoli              | A                | 36         | 0          | CI              | 3               | 0               | -                  | -                  | -                  | -           | -           | -           | 39     | 0      |
| Totale Empoli    | Totale Empoli       | Totale Empoli    | 76         | 1          |                 | 5               | 1               |                    | -                  | -                  |             | -           | -           | 81     | 2      |
| 2006-2007        | Udinese             | A                | 22         | 0          | CI              | 1               | 0               | -                  | -                  | -                  | -           | -           | -           | 23     | 0      |
| 2007-2008        | Udinese             | A                | 20         | 0          | CI              | 4               | 0               | -                  | -                  | -                  | -           | -           | -           | 24     | 0      |
| 2008-2009        | Udinese             | A                | 24         | 0          | CI              | 0               | 0               | CU                 | 8                  | 0                  | -           | -           | -           | 32     | 0      |
| 2009-2010        | Udinese             | A                | 26         | 0          | CI              | 3               | 0               | -                  | -                  | -                  | -           | -           | -           | 29     | 0      |
| 2010-2011        | Udinese             | A                | 22         | 0          | CI              | 3               | 0               | -                  | -                  | -                  | -           | -           | -           | 25     | 0      |
| 2011-2012        | Udinese             | A                | 7          | 0          | CI              | 0               | 0               | UCL+UEL            | 0                  | 0                  | -           | -           | -           | 7      | 0      |
| 2012-gen. 2013   | Udinese             | A                | 11         | 0          | CI              | 0               | 0               | UCL+UEL            | 0+2                | 0+1                | -           | -           | -           | 13     | 1      |
| gen.-giu. 2013   | Parma               | A                | 8          | 0          | CI              | 0               | 0               | -                  | -                  | -                  | -           | -           | -           | 8      | 0      |
| 2013-2014        | Livorno             | A                | 23         | 0          | CI              | 0               | 0               | -                  | -                  | -                  | -           | -           | -           | 23     | 0      |
| 2014-gen. 2015   | Udinese             | A                | 0          | 0          | CI              | 0               | 0               | -                  | -                  | -                  | -           | -           | -           | 0      | 0      |
| Totale Udinese   | Totale Udinese      | Totale Udinese   | 132        | 0          |                 | 11              | 0               |                    | 10                 | 1                  |             | -           | -           | 153    | 1      |
| gen.-giu. 2015   | Sampdoria           | A                | 2          | 0          | -               | -               | -               | -                  | -                  | -                  | -           | -           | -           | 2      | 0      |
| 2015-feb.2016    | Sampdoria           | A                | 4          | 0          | CI              | 0               | 0               | UEL                | 1                  | 0                  | -           | -           | -           | 5      | 0      |
| Totale Sampdoria | Totale Sampdoria    | Totale Sampdoria | 6          | 0          |                 | 0               | 0               |                    | 1                  | 0                  |             | -           | -           | 7      | 0      |
| feb.-giu. 2016   | Pescara             | B                | 3          | 0          |                 | -               | -               | -                  | -                  | -                  | -           | -           | -           | 3      | 0      |
| 2016-2017        | Pescara             | A                | 13         | 0          | CI              | 1               | 0               |                    | -                  | -                  |             | -           | -           | 14     | 0      |
| 2017-2018        | Pescara             | B                | 26         | 0          | CI              | 2               | 0               |                    | -                  | -                  |             | -           | -           | 28     | 0      |
| gen.-giu. 2019   | Viterbese Castrense | C                | 13+1       | 0          | CI-C            | 5               | 0               | -                  | -                  | -                  | -           | -           | -           | 19     | 0      |
| nov. 2019-2020   | Gubbio              | C                | 13         | 0          | CI-C            | 0               | 0               | -                  | -                  | -                  | -           | -           | -           | 13     | 0      |
| 2020-2021        | Aglianese           | D                | 15+2       | 0          | CI-D            | 0               | 0               | -                  | -                  | -                  | -           | -           | -           | 17     | 0      |
| Totale carriera  | Totale carriera     | Totale carriera  | 328+3      | 1          |                 | 24              | 1               |                    | 11                 | 1                  |             | -           | -           | 366    | 3      |

### Cronologia presenze e reti in nazionale
| Cronologia completa delle presenze e delle reti in nazionale ― Italia olimpica | Cronologia completa delle presenze e delle reti in nazionale ― Italia olimpica | Cronologia completa delle presenze e delle reti in nazionale ― Italia olimpica | Cronologia completa delle presenze e delle reti in nazionale ― Italia olimpica | Cronologia completa delle presenze e delle reti in nazionale ― Italia olimpica | Cronologia completa delle presenze e delle reti in nazionale ― Italia olimpica | Cronologia completa delle presenze e delle reti in nazionale ― Italia olimpica | Cronologia completa delle presenze e delle reti in nazionale ― Italia olimpica |
| Data                                                                           | Città                                                                          | In casa                                                                        | Risultato                                                                      | Ospiti                                                                         | Competizione                                                                   | Reti                                                                           | Note                                                                           |
| ------------------------------------------------------------------------------ | ------------------------------------------------------------------------------ | ------------------------------------------------------------------------------ | ------------------------------------------------------------------------------ | ------------------------------------------------------------------------------ | ------------------------------------------------------------------------------ | ------------------------------------------------------------------------------ | ------------------------------------------------------------------------------ |
| 21-5-2008                                                                      | Tolone                                                                         | Costa d'Avorio olimpica                                                        | 0 – 2                                                                          | Italia olimpica                                                                | Torneo di Tolone 2008 - 1º turno                                               | -                                                                              |                                                                                |
| 25-5-2008                                                                      | Tolone                                                                         | Italia olimpica                                                                | 2 – 0                                                                          | Stati Uniti olimpica                                                           | Torneo di Tolone 2008 - 1º turno                                               | -                                                                              |                                                                                |
| 27-5-2008                                                                      | Tolone                                                                         | Italia olimpica                                                                | 0 – 0 dts (5 - 4 dcr)                                                          | Giappone olimpica                                                              | Torneo di Tolone 2008 - Semifinale                                             | -                                                                              |                                                                                |
| 29-5-2008                                                                      | Tolone                                                                         | Cile under 23                                                                  | 0 – 1                                                                          | Italia olimpica                                                                | Torneo di Tolone 2008 - Finale                                                 | -                                                                              |                                                                                |
| 22-7-2008                                                                      | Pistoia                                                                        | Italia olimpica                                                                | 1 – 1                                                                          | Romania under 21                                                               | Amichevole                                                                     | -                                                                              | 46’                                                                            |
| 7-8-2008                                                                       | Qinhuangdao                                                                    | Honduras olimpica                                                              | 0 – 3                                                                          | Italia olimpica                                                                | Olimpiadi 2008 - 1º turno                                                      | -                                                                              | 72’                                                                            |
| 10-8-2008                                                                      | Qinhuangdao                                                                    | Italia olimpica                                                                | 3 – 0                                                                          | Corea del Sud olimpica                                                         | Olimpiadi 2008 - 1º turno                                                      | -                                                                              |                                                                                |
| 13-8-2008                                                                      | Tientsin                                                                       | Camerun olimpica                                                               | 0 – 0                                                                          | Italia olimpica                                                                | Olimpiadi 2008 - 1º turno                                                      | -                                                                              |                                                                                |
| Totale                                                                         |                                                                                | Presenze                                                                       | 8                                                                              |                                                                                | Reti                                                                           | 0                                                                              |                                                                                |

## Palmarès

### Club

#### Competizioni nazionali
- Campionato italiano di Serie B: 1

Empoli: 2004-2005
- Coppa Italia Serie C: 1

Viterbese Castrense: 2018-2019

### Nazionale
- Torneo di Tolone: 1

2008